# 长港高速动车组列车
长港高速动车组列车是中国铁路运行于湖南省长沙市长沙南站至香港特别行政区香港西九龙站间的高速动车组列车。

## 历史
- 2018年4月10日，因应全国铁路调整运行图，新增长沙南～广州南G6113/6114次列车[1]。
- 2018年9月23日，配合广深港高铁福田至香港西九龙段开通G6113/6114次列车延长至香港西九龙站始发终到，成为“长港高速动车组列车”[2][3][4][5]。
- 2019年1月5日，全国铁路调整运行图，G6113次列车增停衡阳东站，长沙南站之发车时间改为07:38，株洲西站到发时间亦相应提早。
- 2019年7月10日，全国铁路调整运行图，G6113/4次列车双向取消停靠衡阳东站，增停衡山西站。
- 2020年1月30日起因香港西九龙站管制站受湖北省爆發疫情影響而关闭，列车运行区间缩短至长沙南-深圳北[6]，已購票乘客可獲無條件退款[7][8]。
- 2023年4月1日，因应香港西九龙站恢复跨广东省列车，运行区间恢复为長沙南-香港西九龙[9]。

## 使用列车
G6113/6114次列车现使用配属广州局集团长沙动车运用所的CR400AF-A。相关车底及交路亦会与香港西九龙至昆明南的G407/410、408/409次列车套跑，交路隔日完成。

## 采访导致漏乘事件
于进港服务开行首日，长沙广播电视台政法频道正进行《湘港高铁来了》特备现场直播节目，香港乘客林祖涛被前方记者毛冀杲拦下进行采访，亦未有为意停泊于长沙南站8号月台的G6113次首发进港列车即将开出并关上车门而导致漏乘列车，最终电视台为乘客补购当日G1101次列车的车票，于8时17分在长沙南站登车，并于11时11分经广州南站中转前往香港西九龙站。乘客其后表示是自己迟到没赶上车，亦担心记者被领导批评，但亦形容这是两人的缘份以及友情的加深，让自己记住这一次的旅程。

## 外部連結
- 香港高速鐵路長途列車行車時間表 （页面存档备份，存于）（包含G6113、G6114）